# Annett Hesselbarth
Annett Hesselbarth, née le 4 juin 1966 à Halle (Saxe-Anhalt), est une athlète allemande qui, au début des années 1990, faisait partie des meilleures spécialistes du 400 m.
En 1990 aux championnats d'Europe, elle a remporté avec le relais est-allemand et Grit Breuer, Manuela Derr et Petra Müller le titre du 4 × 400 m. Sur la course individuelle, elle terminait au pied du podium composé 
de Grit Breuer, Petra Müller et la Française Marie-José Pérec.
Son plus grand succès est son titre en relais 4 × 400 m obtenu avec Sandra Seuser, Katrin Schreiter et Grit Breuer lors des championnats du monde en salle de Séville le 10 mars 1991 en établissant un nouveau record du monde en 3 min 27 s 22.
Aux championnats du monde de 1991, elle a pris part aux séries du 4 × 400 m. En finale, le relais composé de Uta Rohländer, Katrin Krabbe, Christine Wachtel et Grit Breuer se classait troisième.
Annett Hesselbarth faisait partie du SC Chemie Halle (devenu SV Halle après la fin de la RDA). En compétition, son poids de forme était de 65 kg pour 1.76 m.

## Palmarès

### Championnats du monde d'athlétisme
- Championnats du monde d'athlétisme de 1991 à Tokyo ( Japon)
  -  Médaille de bronze en relais 4 × 400 m (participation aux séries)

### Championnats du monde d'athlétisme en salle
- Championnats du monde d'athlétisme en salle de 1991 à Séville ( Espagne)
  -  Médaille d'or en relais 4 × 400 m

### Championnats d'Europe d'athlétisme
- Championnats d'Europe d'athlétisme de 1990 à Split ( Yougoslavie)
  - 4e sur 400 m
  -  Médaille d'or en relais 4 × 400 m

### Championnats d'Europe Junior d'athlétisme
- Championnats d'Europe Junior d'athlétisme de 1983 à Schwechat ( Autriche)
  - 5e sur 200 m

## Sources
- (de) Cet article est partiellement ou en totalité issu de l’article de Wikipédia en allemand intitulé « Annett Hesselbarth » (voir la liste des auteurs).